# Peer Gynt Vegen

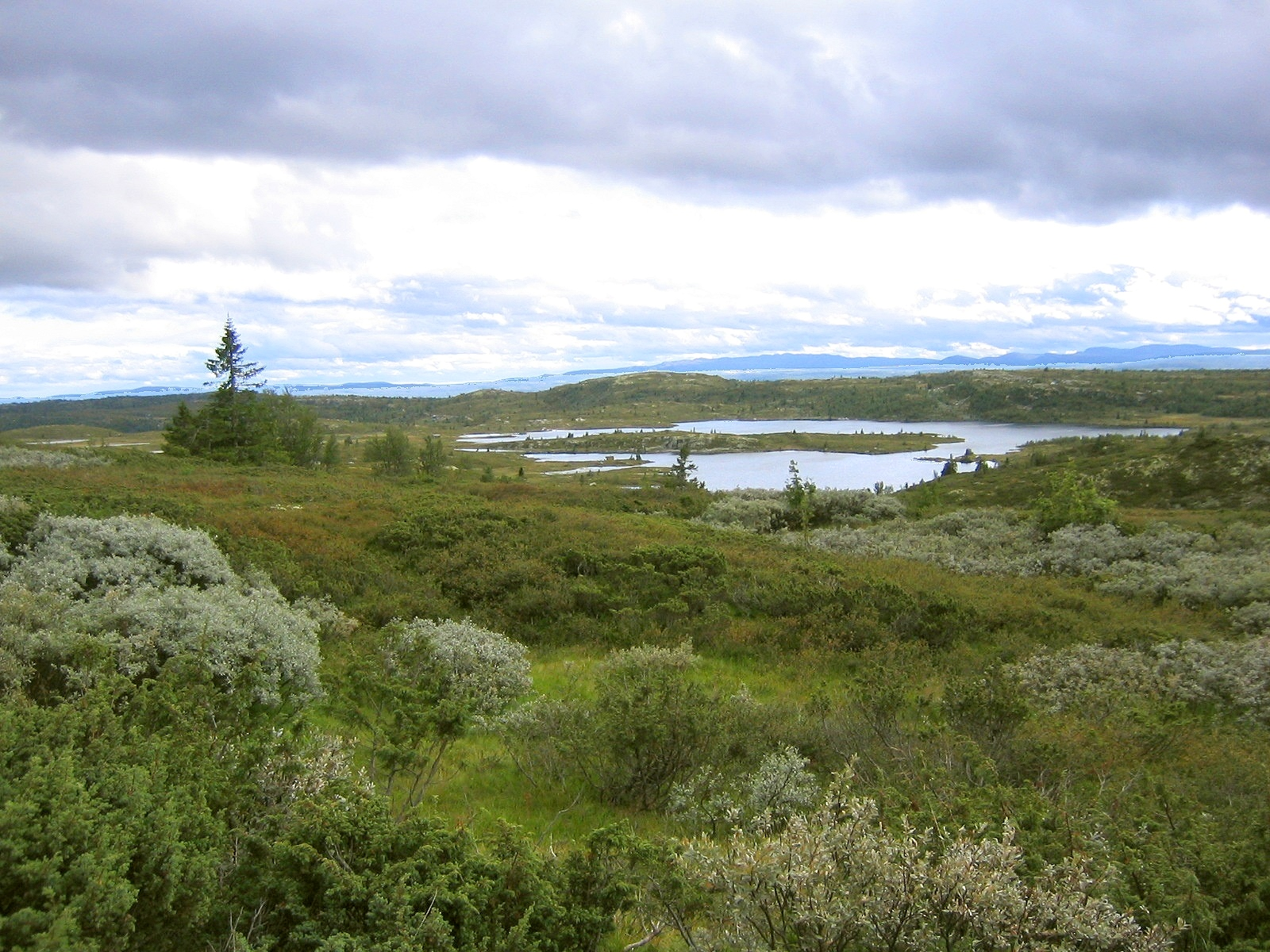
Peer Gynt Vegen

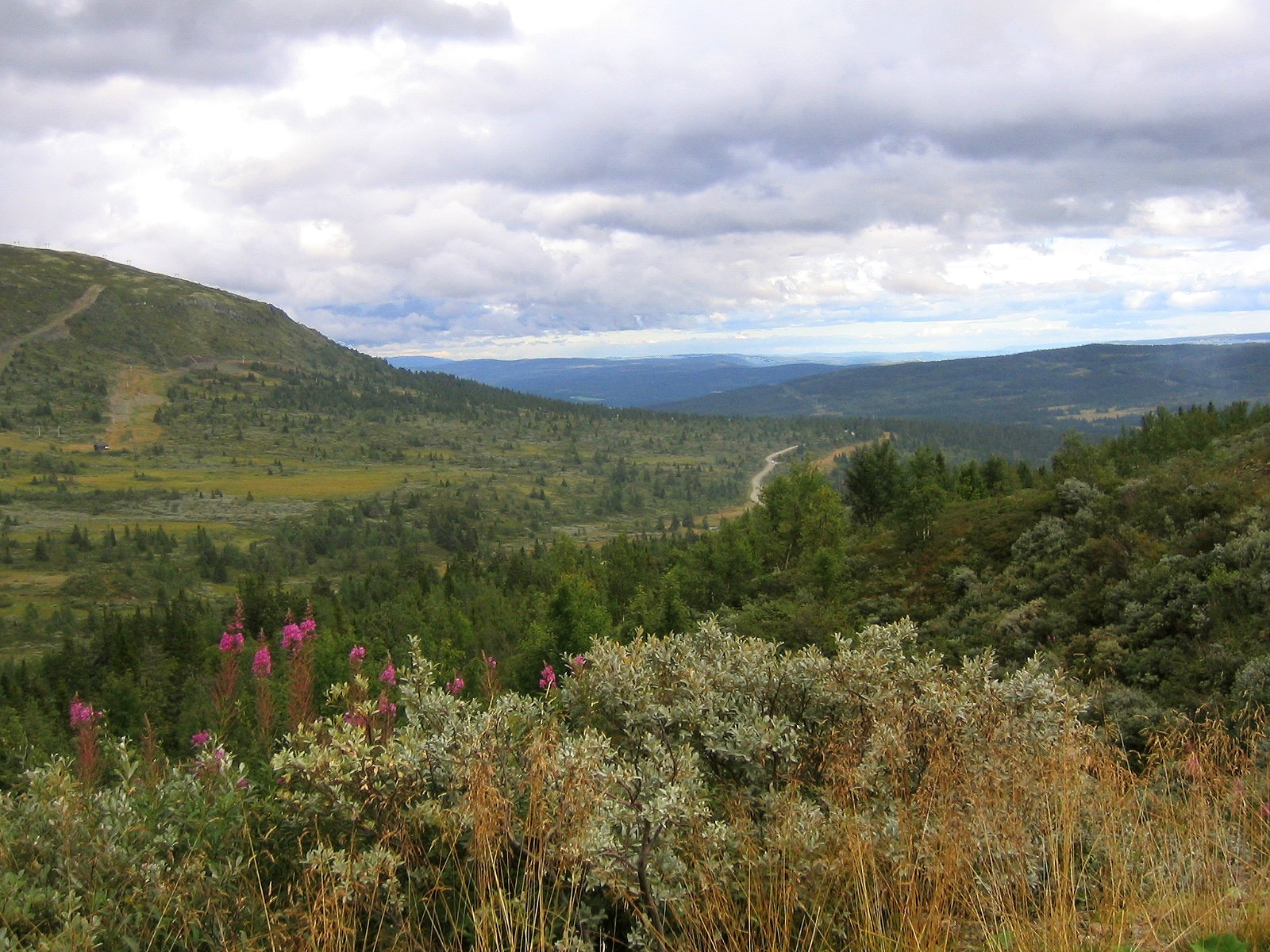
Peer Gynt Vegen

Der Peer Gynt Vegen (auch: Peer Gynt Veien, norwegisch (bokmål): Peer Gyntveien, norwegisch (nynorsk): Peer Gynt-vegen) ist eine 60 Kilometer lange, zum Großteil mautpflichtige Hochgebirgsstraße im Espedalen, dem westlichen Seitental des Gudbrandsdalen im Osten Norwegens, welche die Ortschaften Skeikampen, Gålå, Fefor und Dalseter miteinander verbindet.
Der Fahrbahnbelag besteht meistens aus Schotter. Die Straße ist nur im Sommer zu befahren und wird, sobald der erste Schnee fällt, gesperrt. Genutzt wird der Peer-Gynt-Weg hauptsächlich von Touristen sowie Anwohnern, welche im Hochgebirge (um 1000 Meter Höhe) leben oder zumindest eine Almhütte besitzen.
Benannt ist die Straße nach dem dramatischen Gedicht Peer Gynt von Henrik Ibsen aus dem Jahr 1867.